# Dioscorea biplicata
Dioscorea biplicata är en enhjärtbladig växtart som beskrevs av Reinhard Gustav Paul Knuth. Dioscorea biplicata ingår i släktet Dioscorea och familjen Dioscoreaceae. Inga underarter finns listade i Catalogue of Life.